# Marcos Cabral
Marcos Ezequiel Antonio Cabral Figueredo (Baní, 10 de abril de 1842 – Santo Domingo, 3 de marzo de 1903), más conocido en su época como Marco Antonio Cabral (sin la 's', por el romano Marco Antonio), fue un militar dominicano, escritor de renombre, orador, y por 17 días presidente de la Junta Provisional de Gobierno de la República Dominicana.

## Familia
Nacido en una familia cuyo linaje se remonta a Portugal, Castilla y Canarias. Su tatarabuelo Marcos Cabral Maldonado fue alcalde de Hincha hacia 1760. Su padre fue Melchor María Cabral y Luna, y su madre Águeda Figueredo Rivera. Él era sobrino del general Dionisio Cabral y Luna y del varias veces presidente de la República Dominicana José María Cabral y Luna. 
Casó con Altagracia Amelia Báez Andújar, hija de Férmina Andújar Soto, y del presidente y caudillo Buenaventura Báez; 
tuvieron dos hijos. Ella falleció en el exilio el 25 de abril de 1879 en Curazao. Tuvieron 7 hijos:
1. Lic. José María Cabral y Báez; abogado y líder empresarial de Santiago (cuyo nombre lleva un hospital),[1] casó con María Petronila Bermúdez Rochet.
  1. Amelia Cabral Bermúdez; casó con Felipe Vicini Perdomo
    1. Juan Bautista (Gianni) Vicini Cabral; caso con Alma Stella Lluberes Henríquez
      1. Felipe Vicini Lluberes
      2. Amelia Vicini Luberes
      3. Juan Bautista Vicini Lluberes

    2. José María (Giuseppe) Vicini Cabral; Caso con Mariela Pérez Branger 
      1. José Leopoldo Vicini Pérez
      2. Marco Vicini Pérez

    3. Laura Vicini Cabral
    4. Felipe Vicini Cabral

  2. José María Cabral Bermúdez; casó con Amelia Vega Batlle, hermana de Julio Vega Batlle
    1. María Josefina Cabral Vega; casó con Manuel Vicente Díez Méndez, empresario
      1. Manuel Díez Cabral (1964–); líder empresarial

    2. José María Cabral Vega (1933–); casó con Graciela Genoveva Lluberes Henríquez (1941–).
      1. Amalia Josefina Gabriela Cabral Lluberes (1963–)
      2. Claudia Cabral Lluberes (1964–)
      3. José María Cabral Lluberes (1967–)

    3. Patricia Cabral Vega (1938–); casó en agosto de 1958 con José León Asensio (1934–), presidente del Grupo León Jimenes y de Fundación Eduardo León Jimenes
      1. María Amalia León Cabral (1960–)
      2. Lidia Josefina León Cabral (1962–); casó con Luis Domingo Viyella Caolo
      3. José Eduardo León Cabral (1963–1975)

  3. Marco Antonio Cabral Bermúdez, casó con Rosa M. Taveras
  4. Auristela Cabral Bermúdez; casó con el escocés William Reid
    1. Dr. Robert Reid Cabral (cuyo nombre lleva un hospital infantil);[2][3]
    2. Dr. Donald Reid Cabral, presidente de facto de la República Dominicana.

  5. Pedro Pablo Cabral Bermúdez; casó con Hilda Isabel Arzeno Brugal (Hermana de George Arzeno Brugal, presidente de Ron Brugal).
    1. José María Cabral Arzeno; casó con Ingrid Josefina González Fiallo.
      1. José María Cabral González; cineasta dominicano.

    2. Luis José Cabral Arzeno
    3. Lucía Amelia Cabral Arzeno
    4. Virginia Cabral Arzeno

  6. Josefina (Fineta) Cabral Bermúdez; casó con el Dr. Alejandro Espaillat Grullón (1905-1985), médico, gobernador, senador y embajador en diversos países. Fue el primer director del hospital Cabral y Báez de Santiago, posteriormente gobernador y senador de Santiago de los Caballeros (1958-1960). Fue embajador en las ciudades de Francia, Bélgica, Inglaterra y Argentina. (1960-198?)
    1. Pedro Ramón Espaillat Cabral
    2. Alejandro Augusto Espaillat Cabral
      1. Alejandro José Espaillat Imbert
      2. Pedro José Espaillat Vélez
      3. Carlos José Espaillat Vélez

    3. Fineta Rosario Espaillat Cabral
2. Ramona Antonia Cabral y Báez
3. Casilda Cabral y Báez
4. Pablo Cabral y Báez; casó con Isabel Emilia Pellerano Sardá (hija de Arturo Pellerano Alfau). No dejaron descendencia.[4]
5. Gral. Buenaventura Cabral y Báez; casó con María de la Concepción Machado Vidal.[4]
6. Mario Fermín Cabral y Báez; senador de la República por la provincia Santiago,[4] casó con Amelia Josefa Tavares Saviñón.[4]
  1. María Estela Cabral Tavares[4]
  2. Pura Amelia Cabral Tavares[4]
  3. Manuel Antonio Cabral Tavares;[4] escritor y diplomático, casó con la argentina Alba María Cornero.
    1. Peggy Cabral; comunicadora y copresidenta del Partido Revolucionario Dominicano

  4. Ramón Cabral Tavares[4]
7. Altagracia Amelia Cabral y Báez

En Curazao conoció a Marïa Hoefber, con quien engendró a dos hijos. El 26 de septiembre de 1884 casó con Dilia Antonia Félix Objío, hija del prócer Manuel de Regla Féliz y Edelmira Objío Garrido: tuvieron 5 hijos; ella falleció en 1948.
Estos hijos fueron:
Ana María, (que casó con Amable Blandino),
Edelmira, que casó con Julián Valdepares, Estela, (que casó con un Caballero de apellido Guzmán),
Elba, Maestra Escolar y Fundadora del Colegio Marco A. Cabral, (que casó con Alfonso De la Concha),
Y por último, el único varón de ese linaje, Eleodoro Manuel, que casó con Rafaela Elcira Mendoza Álvarez, procreando a:
Mireya Altagracia, (quien casó con Ramón Pumarol), Ana María, (quien casó con Emmanuel A. Grullón Pagán), y Magaly Josefina, (quien casó con Emerson Díaz Vásquez).

## Presidencia Provisional
En la Guerra de la Restauración, Cabral fue secretario personal del general Pedro Florentino. Estuvo en septiembre de 1863, cuando en la plaza de Baní se levantó en contra de España.
Debido a su militancia, cayó bajo el control del general Domingo Lazala, quien había condenado a morir al patricio Francisco del Rosario Sánchez. 
Su paso por la jefatura del Estado fue breve. Tomó posesión como Presidente de la Junta Provisional de Gobierno el 10 de diciembre de 1876, sustituyendo al presidente Ignacio M. González Santín, quien renunció al poder. A su vez, Cabral Figueredo, le traspasó el mando del país el 27 de diciembre de 1876 a su suegro Buenaventura Báez.

## Deceso
Marcos Ezequiel Antonio Cabral Figueredo falleció el 3 de marzo de 1903 en Santo Domingo tras haber dado un ardiente discurso en la Puerta del Conde.